# サーニャ・ポポビッチ
サーニャ・ポポビッチ＝ガンマ（Sanja Popović-Gamma、女性、1984年5月31日 - ）は、クロアチアの元バレーボール選手。リエカ出身。元クロアチア代表。

## 来歴
2005年、クロアチア代表に初選出される。同年に地元で開催された欧州選手権で代表デビューした。2006-07シーズンからイタリアセリエAの強豪アシステル・ノヴァーラでプレー、その後、トルコリーグでも活躍した。
2009年の地中海競技大会では銅メダルを獲得した。2010年10-11月に日本で開催された世界選手権に出場し、エースとしてチームを牽引した。2013年の欧州選手権では5位となった。
2014年、ワールドグランプリと世界選手権に出場した。

## 球歴
- 世界選手権 - 2010年（17位）、2014年（13位）
- 欧州選手権 - 2005年（8位）、2007年（14位）、2009年（16位）、2011年（13位）、2013年（5位）
- ワールドグランプリ - 2014年

## 所属クラブ
- ŽOK Rijeka（1999-2003年）
- Mladost Zagreb（2003-2006年）
- アシステル・ノヴァーラ（2006-2008年）
- Chieri Volley（2008-2009年）
- ベシクタシュ（2009-2010年）
- ペルージャ（2010-2011年）
- GSカルテックス（2011年）
- VK Modřanská Prostějov（2011-2012年）
- ムシニアンカ・ムシナ（2012-2013年）
- ディナモ・モスクワ（2013-2014年）
- Budowlani Łódź（2014-2015年）
- レニングラードカ・サンクトペテルブルク（2015年）
- MKS Dąbrowa Górnicza（2015-2016年）
- ネルーダ・バレー（2016-2017年）
- サムスン・アナケント（2017-2018年）
- チェミック・ポリツェ（2018-2019年）
- CSMヴォレイ・アルバ・ブラジ（2019-2020年）
- Vasas Óbuda（2020-2021年）

## 受賞歴
- 2013年 CEVカップ　MVP